# Gorajscy herbu Korczak

Herb Korczak

Gorajscy herbu Korczak, znani również jako Gorayscy – polski ród szlachecki, pochodzenia rusińskiego.

## Historia
Ród Gorajskich wywodzi się z Rusi Czerwonej.
Według niektórych źródeł w 1353 r. trzej bracia – Chodko, Ostaszko i Piotr z Klecia otrzymali od króla Kazimierza Wielkiego kilkanaście wsi: Klecie (Kleszcze), Czermno, Januszkowice, Błażkową, Gogolów, Glinik, Bukową, Smorżową i Kamienicę (okolice Jasła). Piotr miał syna Dymitra (znanego jako Dymitr z Klecia lub Dymitr z Goraja). Król Ludwik Węgierski w dniu 26 lipca 1377 r. nadał mu zamek Goraj oraz szereg wsi leżących w okolicach Turobina i Kraśnika.
Linia senatora Zbigniewa Gorajskiego wygasła na jego synach. Druga, kalwińska gałąź wygasła w połowie XVIII wieku.
Jedna gałąź rodu Gorajskich do dziś żyje w Brazylii i Polsce. Jej podawana w XIX wiecznych herbarzach pochodzenie od senatora Zbigniewa nie znajduje żadnego potwierdzenia w źródłach.

## Znani członkowie rodu
- Adam Gorajski
- Aleksander Gorajski (zm. po 1448)
- Aleksander Gorajski
- Anna Gorajska
- August Gorayski
- Dymitr z Goraja
- Iwan z Klecia
- Iwonia z Goraja
- Jan Gorajski
- Katarzyna Gorajska
- Ludwik Gorajski
- Piotr Gorajski
- Piotr z Klecia
- Prokop z Goraja
- Rafał Gorajski
- Teodor Gorajski
- Teofilia Gorajska
- Zbigniew Gorajski